# Simon Wiesenthal
(Simon Wiesenthal)
Simon Wiesenthal (Butschatsch, 31 dicembre 1908 – Vienna, 20 settembre 2005) è stato un ingegnere e scrittore austriaco di origine ebraica.
Superstite dell'Olocausto, dedicò gran parte della sua vita a raccogliere informazioni sui nazisti in latitanza per poterli rintracciare e sottoporre a processo tanto da guadagnarsi il soprannome di "cacciatore di nazisti".

## Biografia

### I primi anni e la seconda guerra mondiale
Simon era un ingegnere civile. Ricevette la laurea dall'Università Tecnica di Praga nel 1932, dopo esser stato rifiutato dal Politecnico di Leopoli a causa delle restrizioni razziali imposte agli studenti ebrei. Nel 1936 sposò Cyla Mueller. Wiesenthal, quando scoppiò la seconda guerra mondiale, viveva a Leopoli, in Polonia. In seguito al patto Molotov-Ribbentrop, Leopoli fu occupata dall'Unione Sovietica. Il patrigno e il fratellastro di Wiesenthal furono uccisi da membri del NKVD, la polizia segreta sovietica. Wiesenthal stesso fu costretto a chiudere la sua ditta e a lavorare in una fabbrica.
Quando la Germania invase l'Unione Sovietica nel 1941, Wiesenthal e la sua famiglia furono catturati dai nazisti e avviati verso i campi di concentramento. La moglie di Wiesenthal riuscì a nascondere la sua identità ebraica grazie a documenti falsi, che le vennero forniti dalla resistenza polacca in cambio dei progetti degli scambi ferroviari disegnati da Wiesenthal. Simon non fu così fortunato e fu internato in vari campi di concentramento, dove sfuggì all'esecuzione in varie occasioni.

### L'inizio della caccia ai criminali nazisti
Wiesenthal fu liberato dalle forze statunitensi il 5 maggio 1945 dal campo di concentramento di Mauthausen. Quando i soldati lo trovarono, pesava meno di 45 chilogrammi ed era senza forze. Appena si rimise in forze, iniziò a lavorare per conto dell'esercito statunitense, raccogliendo informazioni per i processi contro i criminali di guerra nazisti. Nel 1947 lui e altri trenta volontari fondarono il "Centro di documentazione ebraica" a Linz, in Austria, per raccogliere informazioni per futuri processi. Quando Stati Uniti d'America e URSS persero interesse nel perseguire ulteriori crimini di guerra, il gruppo fu messo da parte.
Ciò nonostante, Wiesenthal continuò con la raccolta di informazioni nel suo tempo libero, mentre lavorava a tempo pieno per aiutare le vittime della seconda guerra mondiale.
Durante questo periodo Wiesenthal venne considerato essenziale per la cattura di uno degli ideatori dell'Endlösung, Adolf Eichmann, colui che ne divenne l'organizzatore logistico dopo aver partecipato alla Conferenza di Wannsee, in cui prese corpo tale progetto. Dopo l'esecuzione di Eichmann in Israele nel 1962, Wiesenthal riaprì il "Centro per la documentazione ebraica", che cominciò a lavorare su nuovi casi.
Tra i suoi successi più clamorosi vi fu la cattura di Karl Silberbauer, il sottoufficiale della Gestapo responsabile dell'arresto di Anna Frank. La confessione di Silberbauer aiutò a discreditare l'insinuazione che il Diario di Anna Frank fosse un falso. In questo periodo Wiesenthal localizzò nove dei sedici nazisti messi sotto processo nella Germania Ovest per l'uccisione degli ebrei di Leopoli, città dove visse egli stesso. Tra gli altri criminali catturati vi furono Franz Stangl, il comandante dei campi di concentramento di Treblinka e Sobibor, e Hermine Braunsteiner-Ryan, una casalinga che viveva a Long Island, New York, che durante la guerra aveva supervisionato l'uccisione di centinaia di donne e bambini.

### Il Centro Wiesenthal
Nel 1977 gli fu dedicata l'agenzia per la memoria sulla Shoah, il Centro Simon Wiesenthal (Simon Wiesenthal Center). Il Centro Simon Wiesenthal promuove la consapevolezza dell'antisemitismo, controlla i gruppi neonazisti, gestisce i Musei della Tolleranza a Los Angeles e Gerusalemme e collabora per assicurare alla giustizia i criminali nazisti di guerra sopravvissuti. 
Non ebbe mai timori reverenziali verso la politica del suo Paese, non solo quando essa negli anni novanta si indirizzò a destra, ma già negli anni settanta, quando fu criticato e ostacolato da politici austriaci per aver affermato che molti ministri del governo socialista formato da Bruno Kreisky erano stati membri del Partito nazista nel periodo in cui l'Austria era parte del Terzo Reich. Lo stesso Kreisky, di origine ebraica, apostrofò Wiesenthal come Nestbeschmutzer (letteralmente "uno che sporca il proprio nido", cioè uno che parla male del sistema sociale e politico in cui vive o del proprio Paese).
Per converso, sostenne che non vi erano prove di un coinvolgimento nelle persecuzioni antiebraiche di Kurt Waldheim quando era un giovane ufficiale durante la seconda guerra mondiale, anche se, a suo modo di vedere, bastava la sua consapevolezza dei crimini di guerra in atto in quel periodo per giustificarne la richiesta di dimissioni da Presidente della Repubblica austriaca, quarant'anni dopo.
Durante gli anni Wiesenthal ricevette molte minacce di morte e nel 1982 fu fatta esplodere una bomba all'esterno della sua abitazione di Vienna da neonazisti tedeschi e austriaci.

Esso reagisce a quella che Simon Wiesenthal ricordava come la più cinica delle armi psicologiche che i soldati delle SS utilizzavano contro i prigionieri dei lager: 

### Gli ultimi anni
Nel 1985, al tempo dello scandalo politico chiamato Irangate, firmò una petizione a favore dell'armamento, da parte degli Stati Uniti, dei Contras, i gruppi paramilitari di estrema destra attivi in Nicaragua.
Nell'aprile 2003 Wiesenthal annunciò il suo ritiro, affermando di aver trovato gli sterminatori che stava cercando: "Sono sopravvissuto a tutti loro. Se ne è rimasto qualcuno, sarebbe troppo anziano e debole per sostenere un processo oggi". Secondo Wiesenthal, l'ultimo grande criminale nazista austriaco in vita era Alois Brunner, il braccio destro di Eichmann, che si crede sia stato nascosto in Siria sotto la protezione del regime di Assad e che sia morto nello stesso paese nel 2010.
Wiesenthal passò gli ultimi suoi anni di vita a Vienna, dove sua moglie Cyla morì il 10 novembre 2003, all'età di 96 anni, per cause naturali. Wiesenthal stesso morì nel sonno a Vienna il 20 settembre 2005 e venne sepolto nel cimitero di Herzliya, in Israele.
Nell'ultimo periodo cercò di rendere accessibile il suo archivio personale alla futura ricerca, creando in questo modo a Vienna la base per gli studi sull'Olocausto. Perciò, quando la comunità ebraica viennese (IKG), insieme alle istituzioni dedite alla ricerca scientifica, lo contattarono per la realizzazione di un centro di ricerca sulla Shoah, venne personalmente coinvolto, insieme a ricercatori austriaci e internazionali, nell'ideazione dell'Istituto Wiesenthal di Vienna per gli Studi sull'Olocausto, fondato postumo ufficialmente nel 2009 e operativo a partire dal 2012.
Il 19 febbraio 2004 il Regno Unito decise di premiare Wiesenthal con la carica onoraria di cavaliere in riconoscimento a una "vita al servizio dell'umanità". La carica di cavaliere riconobbe anche il lavoro del Simon Wiesenthal Center. A Wiesenthal vennero attribuite inoltre la medaglia d'oro (1980) e la medaglia presidenziale della libertà (2000) del Congresso degli Stati Uniti, la Medaglia Otto Hahn per la Pace tedesca, il cavalierato di gran croce del Lussemburgo, la Legion d'onore francese, la croce d'onore austriaca per le arti e le scienze, e le decorazioni dei gruppi della resistenza francesi e austriaci.

## Critiche
Diversi libri di Simon Wiesenthal contengono informazioni contraddittorie e infondate, numerose delle quali inventate di sana pianta. Per questo motivo lo scrittore e giornalista britannico Guy Walters definisce Wiesenthal "un bugiardo" che ha fatto affermazioni false o esagerate sulla sua carriera accademica e sui suoi anni durante la guerra. Walters afferma che ci sono molte incongruenze nelle sue memorie, rendendo impossibile ricostruire un quadro coerente della vita di Wiesenthal durante la seconda guerra mondiale. In reazione a ciò, il direttore della Wiener Library, Ben Barkow, ha affermato che è possibile accettare che Wiesenthal sia stato un esibizionista e persino un bugiardo, riconoscendo allo stesso tempo i risultati documentati di Wiesenthal. L'opinione di Walters, secondo cui Wiesenthal non ha avuto un ruolo reale nel perseguimento e cattura dei perpetratori di crimini nazisti, è inoltre contestata con decisione dallo storico israeliano Tom Segev, anche se riconosce che, nel caso di Eichmann, il ruolo di Wiesenthal sia stato esagerato impropriamente. Tuttavia, Segev ritiene anche che Wiesenthal abbia occasionalmente esagerato o drammatizzato il suo lavoro, arricchito le sue pubblicazioni con episodi liberamente inventati e occasionalmente fornito diverse versioni dello stesso evento.
Tra gli episodi riportati da Segev, Wiesenthal, in uno dei suoi scritti, descrive due persone che litigano su uno degli elenchi di sopravvissuti all'Olocausto che aveva preparato; i due alzano lo sguardo, si riconoscono, e si ritrovano in lacrime. In una versione dell'episodio i protagonisti sono marito e moglie, mentre in un'altra si parla di due fratelli. Nelle sue autobiografie Wiesenthal afferma di essere stato internato in undici campi di concentramento; il numero effettivo è invece cinque. Afferma, inoltre, che un disegno che fece nel 1945 rappresentava una scena a cui assistette a Mauthausen, ma in realtà si trattava di una copia di una foto apparsa sulla rivista Life nel giugno dello stesso anno. In particolare, Wiesenthal enfatizzò eccessivamente il suo ruolo nella cattura di Eichmann, sostenendo di aver impedito a Veronika Eichmann di far dichiarare il marito morto nel 1947, quando in realtà la dichiarazione fu smentita da funzionari governativi. Wiesenthal disse di aver conservato la sua cartella su Eichmann quando inviò i suoi materiali di ricerca allo Yad Vashem nel 1952; infatti vi inviò tutti i suoi materiali, ma era stato il suo "omologo" cacciatore di nazisti Tuviah Friedman, a Vienna, che aveva conservato i materiali su Eichmann. Isser Harel, all'epoca direttore del Mossad, ha affermato che Wiesenthal non ha avuto alcun ruolo nella cattura di Eichmann, a differenza di Fritz Bauer.
In un'intervista concessa al The Jewish Chronicle, lo storico britannico Guy Walters contesta il "mito" costruito attorno ad alcuni sedicenti "cacciatori di nazisti", tra i quali Wiesenthal, il cui "Centro" omonimo sostiene di aver contribuito alla cattura di più di un migliaio di criminali nazisti latitanti, mentre, secondo Walters, "saranno stati al massimo una decina".
Anche l'avvocato e ricercatore Eli M. Rosenbaum, un critico molto severo nei confronti di Wiesenthal, ha accusato quest'ultimo di essere un bugiardo. Per quanto concerne l'affermazione che Wiesenthal avrebbe passato all'ambasciatore israeliano a Vienna alcune preziose informazioni per poter individuare Eichmann in Argentina, essa è stata divulgata nel libro Ich jagte Eichmann. Tatsachenbericht (Io sono andato a caccia di Eichmann. Una storia vera). Secondo Rosenbaum il riferimento alle "vaste terre" - menzionate in una lettera di Wiesenthal al diplomatico, dove si sarebbe trovata la famiglia Eichmann - era così vago da far pensare allo stesso Wiesenthal che si stesse parlando della Germania settentrionale, anziché dell'Argentina.
Nel 1979 Wiesenthal disse al quotidiano The Washington Post: "Ho cercato con i leader ebrei di non parlare di 6 milioni di ebrei morti [nell'Olocausto], ma piuttosto di circa 11 milioni di civili morti, inclusi 6 milioni di ebrei". In un'intervista del 2017, Yehuda Bauer ha affermato di aver detto a Wiesenthal di non utilizzare questa cifra perché non era veritiera e Wiesenthal aveva risposto "A volte è necessario farlo per ottenere i risultati per cose che ritieni essenziali". Secondo Bauer e altri storici, Wiesenthal ha scelto la cifra di 5 milioni di vittime non ebree perché era appena inferiore ai sei milioni di ebrei morti, ma abbastanza alta da attirare la simpatia dei non ebrei. La cifra di undici milioni di vittime naziste divenne popolare e fu citata dal presidente Jimmy Carter nell'ordine esecutivo che istituì il Museo commemorativo dell'Olocausto degli Stati Uniti.

## Opere
- Gli assassini sono tra noi, traduzione di Giorgio Brunacci, Iª ed. 1967, 45 illustrazioni fuori testo; Collana garzanti per tutti: Romanzi e realtà n.191, Garzanti, Milano, 1969; Collana I Rossi e i Blu, Garzanti, 1970; Collana i garzanti, 1973, Milano, Garzanti.
- Il girasole, collana Vita vissuta, traduzione di Maria Attardo Magrini, 1ª ed., Milano, Garzanti, 1970.[25].
- Operazione nuovo mondo. I motivi segreti del viaggio di Cristoforo Colombo verso le Indie: 24 illustrazioni fuori testo, collana Il corso della Storia, traduzione di Ubaldo Bernarda, Milano, Garzanti, 1991, ISBN 88-11-54900-0. [26]
- Max e Helen, Carlo Signorelli Editore, 1985-2001, ISBN 88-434-0165-3.
  - Max e Helen, Collana SuperElefanti Bestseller, Garzanti, Milano, 2015, ISBN 978-88-11-68884-6.
- Giustizia, non vendetta, collana Collezione Le Scie, Mondadori, Milano, 1989; Collana Oscar Storia, traduzione di Carlo Mainoldi, Milano, Mondadori, 1998, ISBN 978-88-044-6038-1.
- Per l'uomo, Jaca Book-Edizioni Casagrande, Bellinzona, 2000, ISBN 978-88-16-36008-2.